# Meedo yeni
Espèce
Meedo yeni est une espèce d'araignées aranéomorphes de la famille des Trachycosmidae.

## Distribution
Cette espèce est endémique d'Australie. Elle se rencontre dans l'Ouest du Victoria, dans le Sud de l'Australie-Méridionale et dans le Sud-Est de l'Australie-Occidentale.

## Description
La femelle holotype mesure 5,5 mm et le mâle 3,7 mm.

## Systématique et taxinomie
Cette espèce a été décrite par Platnick en 2002.

## Étymologie
Cette espèce est nommée en l'honneur d'Alan Louey Yen.

## Publication originale
- Platnick, 2002 : « A revision of the Australasian ground spiders of the families Ammoxenidae, Cithaeronidae, Gallieniellidae, and Trochanteriidae (Araneae: Gnaphosoidea). » Bulletin of the American Museum of Natural History, no 271, p. 1-243 (texte intégral).